# Knox Chandler
Knox Chandler est un guitariste de rock, principalement connu comme ayant été le dernier guitariste en date de Siouxsie and the Banshees (groupe qui en a utilisé une longue liste, dont Robert Smith de The Cure et feu John McGeoch de Magazine et Public Image Ltd.).
Il a en outre œuvré comme musicien de session (comme guitariste ou violoncelliste) pour des groupes et artistes aussi prestigieux que R.E.M., Cyndi Lauper et Depeche Mode. En 2003, Dave Gahan, le chanteur de Depeche Mode, lui proposa de devenir son équipier pour la composition de son premier album solo, Paper Monsters. Il cosigna tous les titres de l'opus et accompagna également le chanteur anglais en tournée.